# A11 (sittvagn)
A11 är en sittvagn från 1980-talsserien, som används i SJ:s InterCity-tåg bland annat på sträckan Stockholm-Falun/Mora.
Vagnstypen är ombyggd år 2001 från typen A7 i samband med Blue-X, som en del i reservtåg till X 2000-tåg med maxhastighet 180 km/h istället för 160 km/h. Som första genom historien hos SJ målades vagnarna och Rc-loken om i den nya mörkblåa färgsättningen.